# Droit émirien
Le droit émirien est le droit de type musulman appliqué aux Émirats arabes unis.

## Sources du droit

### Constitution
L'article 151 de la Constitution dispose que celle-ci prime sur l'ensemble des normes inférieures fédérales ainsi que sur les ordres internes de chacun des émirats constituant la fédération, dont leurs Constitutions respectives.

### Droit international
L'article 12 de la Constitution dispose :

« La politique étrangère de la Fédération vise à soutenir les causes et les intérêts arabes et islamiques, et à renforcer les liens d'amitié et de coopération avec l'ensemble des États et des peuples, sur la base des principes de la Charte des Nations unies et de l'éthique internationale. »

— Article 12 de la Constitution

### Législation
Les projets de loi fédérale sont soumis par le Conseil des ministres au Conseil national fédéral. Une fois retravaillé, le Conseil des ministres soumet le projet de loi au président de la Fédération qui la remet au Conseil suprême fédéral pour qu'il l'adopte. Une fois la loi adoptée, elle est promulguée par le président.
Le Code civil est inspiré de son homologue égyptien, à l'instar de nombreux autres pays de la région. 

### Charia
La Charia est qualifiée de « source de législation majeure ». Elle est appliquée aux lois concernant le statut personnel des musulmans (droit de la famille et droit des successions) et certains crimes. Le Code pénal de 1987 est basé sur le droit pénal musulman et inclut par conséquent des sanctions comme la peine de mort, l'amputation ou la flagellation.

### Droits des émirats
La Fédération a la compétence législative et exécutive exclusive dans les domaines prévus à l'article 120 de la Constitution. La compétence législative de la Fédération émirienne est définie à l'article 121 de la Constitution, tout domaine non explicitement cité est du domaine des émirats.

## Branches du droit

### Stupéfiants
L’importation, la consommation, la production ou la détention de stupéfiants (résine de cannabis, haschich, marijuana, héroïne, cocaïne) ou de substances considérées comme stupéfiants (un précédent avec un médicament contenant de la codéine), même en quantité infinitésimale (de l’ordre du milligramme) sont totalement interdites et sévèrement punies.

### Alcool
La consommation d'alcool est strictement interdite aux personnes de moins de 21 ans. Elle est interdite dans tous les Émirats pendant les fêtes religieuses. Il est interdit d’offrir des boissons alcoolisées à un musulman. L'alcool est interdit dans l'émirat de Sharjah.
Les résidents non musulmans peuvent acheter de l’alcool dans les magasins habilités s’ils possèdent une licence d’alcool (obtenue sous certaines conditions). Depuis 2013, il est possible de s'inscrire sur un site gouvernemental pour obtenir une licence d'alcool, sous forme de carte. Bien que la consommation de boissons alcoolisées soit autorisée dans les hôtels et les restaurants pour les non musulmans, la présence d’alcool dans le sang d’un conducteur est un délit.

### Internet
Les É.A.U. bloquent l'accès à l'intégralité des sites israéliens[réf. nécessaire]. Ils tentent de faire de même pour les sites homosexuels, pornographiques, de rencontres en anglais (mais pas en arabe, indien), et quelques-uns au contenu politique. Aux Émirats arabes unis, les courriels et les conversations téléphoniques sont sous surveillance ; aucune loi n'existe concernant la protection de la vie privée. En mars 2014, selon le journal Le Monde, un jeune Émirien a été arrêté et torturé pendant quatre jours pour un simple message (tweet) considéré subversif par les autorités.

## Sources
- Cet article est partiellement ou en totalité issu de l'article intitulé « Émirats arabes unis » (voir la liste des auteurs).

## Compléments